# National Museums Scotland
National Museums Scotland (gälisch Taigh-tasgaidh Nàiseanta na h-Alba) ist eine Organisation, die der Schottischen Regierung untersteht. Sie betreibt die folgenden Museen in Schottland:
- National Museum of Scotland, Edinburgh
- National Museum of Flight, East Fortune
- National Museum of Rural Life, Wester Kittochside Farm, East Kilbride
- National War Museum, Edinburgh Castle